# Sphaeronella devosae
Sphaeronella devosae is een eenoogkreeftjessoort uit de familie van de Nicothoidae. De wetenschappelijke naam van de soort is voor het eerst geldig gepubliceerd in 1960 door Stock.